# V1108 Геркулеса
V1108 Геркулеса (лат. V1108 Herculis) — карликовая новая, двойная катаклизмическая переменная звезда типа SU Большой Медведицы (UGSU) в созвездии Геркулеса на расстоянии (вычисленном из значения параллакса) приблизительно 496 световых лет (около 152 парсек) от Солнца. Видимая звёздная величина звезды — от +17,1m до +12m. Орбитальный период — около 0,05672 суток (1,3645 часа).
Открыта Юдзи Накамурой в 2004 году**.

## Характеристики
Первый компонент — аккрецирующий белый карлик спектрального класса pec(UG). Масса — около 0,88 солнечной, радиус — около 0,0095 солнечного. Эффективная температура — около 13943 K.
Второй компонент — коричневый карлик* спектрального класса L1*. Масса — не более 0,1 солнечной*.